# Liste der FFH-Gebiete in der Region Centre-Val de Loire

Logo der Region Centre-Val de Loire

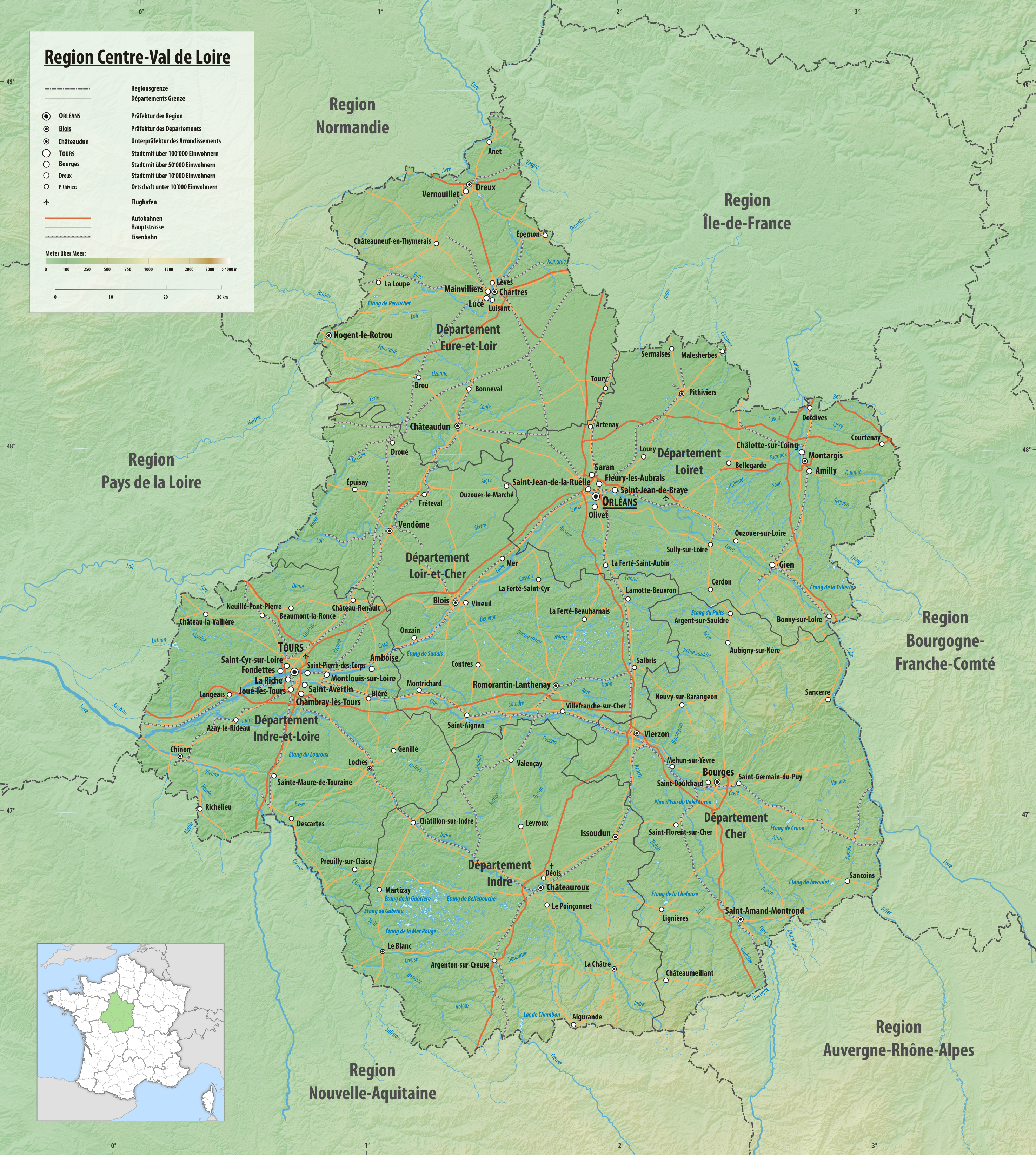
Karte von Centre-Val de Loire

Die folgende Liste enthält alle 40 Fauna-Flora-Habitat-Gebiete in der französischen Region Centre-Val de Loire. Die Gebiete sind Bestandteil des europäischen Schutzgebietsnetzes Natura 2000.

## Hinweise zu den Angaben in der Tabelle
- Gebietsname: Amtliche Bezeichnung des Schutzgebiets
- Datei/Commons: Datei und Link zu weiteren Dateien aus dem Schutzgebiet
- EEA-ID: Link zum Schutzgebiet in der Datenbank der European Environment Agency (EEA)
- WDPA-ID: Link zum Schutzgebiet in der World Database on Protected Areas
- Fläche: Gesamtfläche des Schutzgebiets in Hektar
- Bemerkungen: Besonderheiten und Anmerkung

## Tabelle
| Gebietsname                                                                    | Datei/Commons | EEA-ID    | WDPA-ID | Fläche ha | Koordinaten | Bemerkungen |
| ------------------------------------------------------------------------------ | ------------- | --------- | ------- | --------- | ----------- | ----------- |
| Carrières de Bourges                                                           |               | FR2400516 |         | 10        | ⊙           |             |
| Coteaux Calcaires du Sancerrois                                                |               | FR2400517 |         | 195       | ⊙           |             |
| Massifs forestiers et rivières du Pays-Fort                                    |               | FR2400518 |         | 3.104     | ⊙           |             |
| Haute vallée de l'Arnon et petits affluents                                    |               | FR2400519 |         | 305       | ⊙           |             |
| Coteaux, bois et marais calcaires de la Champagne Berrichonne                  |               | FR2400520 |         | 5.008     | ⊙           |             |
| Basse vallée de l'Arnon                                                        |               | FR2400521 |         | 1.334     | ⊙           |             |
| Vallée de l'Essonne et vallons voisins                                         |               | FR2400523 |         | 837       | ⊙           |             |
| Forêt d'Orléans et périphérie                                                  |               | FR2400524 |         | 2.251     | ⊙           |             |
| Marais de Bordeaux et Mignerette                                               |               | FR2400525 |         | 62,79     | ⊙           |             |
| Lande à genévriers de Nogent-sur-Vernisson                                     |               | FR2400526 |         | 8         | ⊙           |             |
| Étangs de la Puisaye                                                           |               | FR2400527 |         | 403       | ⊙           |             |
| Vallée de la Loire de Tavers à Belleville-sur-Loire                            |               | FR2400528 |         | 7.120     | ⊙           |             |
| Coteaux calcaires ligériens entre Ouzouer-sur-Loire et Briare                  |               | FR2400530 |         | 9,98      | ⊙           |             |
| Îlots de marais et coteaux calcaires au Nord-Ouest de la Champagne Berrichonne |               | FR2400531 |         | 376       | ⊙           |             |
| Site à chauves-souris de Valencay-Lye                                          |               | FR2400533 |         | 0,4       | ⊙           |             |
| Grande Brenne                                                                  |               | FR2400534 |         | 58.052    | ⊙           |             |
| Vallée de l'Anglin et affluents                                                |               | FR2400535 |         | 4.139     | ⊙           |             |
| Vallée de la Creuse et affluents                                               |               | FR2400536 |         | 5.283     | ⊙           |             |
| Vallée de l'Indre                                                              |               | FR2400537 |         | 2.147     | ⊙           |             |
| Les puys du Chinonais                                                          |               | FR2400540 |         | 127,18    | ⊙           |             |
| Complexe forestier de Chinon, landes du Ruchard                                |               | FR2400541 |         | 1.214     | ⊙           |             |
| La Loire de Candes Saint Martin à Mosnes                                       |               | FR2400548 |         | 5.556     | ⊙           |             |
| Arc forestier du Perche d'Eure-et-Loir                                         |               | FR2400550 |         | 522       | ⊙           |             |
| Cuesta cénomanienne du Perche d'Eure-et-Loir                                   |               | FR2400551 |         | 350       | ⊙           |             |
| Vallée de l'Eure de Maintenon à Anet et vallons affluents                      |               | FR2400552 |         | 751       | ⊙           |             |
| Vallée du Loir et affluents aux environs de Châteaudun                         |               | FR2400553 |         | 1.310     | ⊙           |             |
| Nord-ouest Sologne                                                             |               | FR2400556 |         | 1.337     | ⊙           |             |
| Domaine de Chambord                                                            |               | FR2400558 |         | 4.676     | ⊙           |             |
| Bois de Sudais                                                                 |               | FR2400559 |         | 260       | ⊙           |             |
| Vallée du Cher et coteaux, forêt de Grosbois                                   |               | FR2400561 |         | 1.700     | ⊙           |             |
| Vallée de la Cisse en amont de Saint-Lubin                                     |               | FR2400562 |         | 336       | ⊙           |             |
| Coteaux calcaires riches en chiroptères des environs de Montoire-sur-le-Loir   |               | FR2400564 |         | 28,5      | ⊙           |             |
| Vallée de la Loire de Mosnes à Tavers                                          |               | FR2400565 |         | 2.278     | ⊙           |             |
| Sologne                                                                        |               | FR2402001 |         | 346.184   | ⊙           |             |
| Site à chauves-souris de Charly                                                |               | FR2402002 |         | 1,5       | ⊙           |             |
| Site à chauves-souris de La Guerche-sur-l'Aubois                               |               | FR2402003 |         | 0,01      | ⊙           |             |
| Site à chauves-souris de Chârost                                               |               | FR2402004 |         | 0,01      | ⊙           |             |
| Site à chauves-souris de Vignoux-sur-Barangeon                                 |               | FR2402005 |         | 0,01      | ⊙           |             |
| Sites à chauves-souris de l'est du Loiret                                      |               | FR2402006 |         | 1,13      | ⊙           |             |
| Complexe du Changeon et de la Roumer                                           |               | FR2402007 |         | 4564      | ⊙           |             |